# NGC 1288
NGC 1288 is een balkspiraalstelsel in het sterrenbeeld Oven. Het hemelobject werd op 19 november 1835 ontdekt door de Britse astronoom John Herschel.

## Synoniemen
- PGC 12204
- ESO 357-13
- MCG 5-8-25
- AM 0315-324
- IRAS 03152-3245